# 多米尼加可食鼠
多米尼加可食鼠（学名：Brotomys voratus）是一種已滅絕的棘鼠科。牠們分佈在海地及多明尼加共和國的伊斯帕尼奥拉岛。牠們棲息在熱帶或亞熱帶的低地潮濕森林。
多米尼加可食鼠的唯一一份观察报告由曾在1536年至1546年间于岛上居住的Gonzalo Fernandez de Oviedo y Valdez作出，其记载了一种名为Mohuy的动物，这种动物与现生的棘鼠科物种的描述相符合。